# Henri Binet
Pour les articles homonymes, voir Binet.
Henri Binet, né le 8 avril 1869 à Juvigny et mort le 15 juillet 1936 à Besançon, est un cardinal français, évêque de Soissons de 1920 à 1927 puis archevêque de Besançon de 1927 à 1936.

## Biographie
Henri Binet est né le 8 avril 1869 à Juvigny, village axonais à 10 km au nord de Soissons dans une famille de cultivateur. Il entre d'abord au petit séminaire de Notre-Dame de Liesse puis part à celui de Soissons. Il rejoint ensuite le petit séminaire de Notre-Dame-des-Champs à Paris pour terminer enfin sa formation au séminaire Saint-Sulpice, où il obtient sa licence en droit canon.
Henri Binet est ordonné prêtre à 24 ans le 22 octobre 1893 pour le diocèse de Soissons. Il est installé comme prêtre de la paroisse de Gizy puis il est nommé enseignant au grand séminaire de Soissons en 1895. Il devient également chanoine honoraire en 1901.
Mobilisé en août 1914 comme brancardier divisionnaire, il devient, le 3 juillet 1917, aumônier volontaire détaché au 173e R.I.. Durant sa campagne il a été mêlé aux batailles suivantes : Étain (août 1914), Marne (septembre 1914), Hébuterne, Champagne, Souain, Tahure (1915), Verdun, Somme, Sailly-Saillisel (1916), Verdun (1917), Compiègne, Roye (1918) et a fait l'objet de trois citations. Il reçoit également la Croix de guerre et la Légion d'honneur. 
Après la guerre il est nommé archidiacre de Laon, puis vicaire général du diocèse.
Succédant à Pierre-Louis Péchenard, décédé, il est nommé évêque du diocèse de Soissons le 16 juin 1920. Il est consacré le 24 août suivant par le cardinal Louis Luçon.
Pendant sa période épiscopale à Soissons, il fait quasiment le tour complet des communes de son diocèse où 535 communes ont eu leurs églises détruites à cause du conflit. Il organise un pèlerinage des anciens combattants auprès de Notre-Dame de Liesse en mai 1921 et un synode diocésain en 1922.
Le 31 octobre 1927 il est nommé archevêque de Besançon, juste avant d'être créé cardinal par le pape Pie XI avec le titre de cardinal-prêtre de S. Prisca lors du consistoire du 19 décembre 1927. Il est installe à Besançon le 17 janvier 1928.
Le cardinal fit publier en 1929, en tant que traduction, la constitution apostolique de Pie XI Divini cultus sanctitatem (le 20 décembre 1928). Il représente également le pape Pie XI comme légat lors du 75e anniversaire des apparitions de Lourdes en 1933 et du huit-centenaire du pèlerinage à Notre-Dame de Liesse en 1934. 
À Besançon, il rouvre le grand séminaire de Besançon en 1929 et encourage les mouvements d'Action catholique dans son archidiocèse. Avec la canonisation de Jeanne-Antide Thouret en janvier 1934, il consacre la basilique de Sancey-le-Long en septembre 1934.
Rentré malade de Rome en juin 1936, il meurt à 67 ans, le 15 juillet 1936 à Besançon. Il est inhumé le 21 juillet 1936 dans la crypte des archevêques de Besançon.

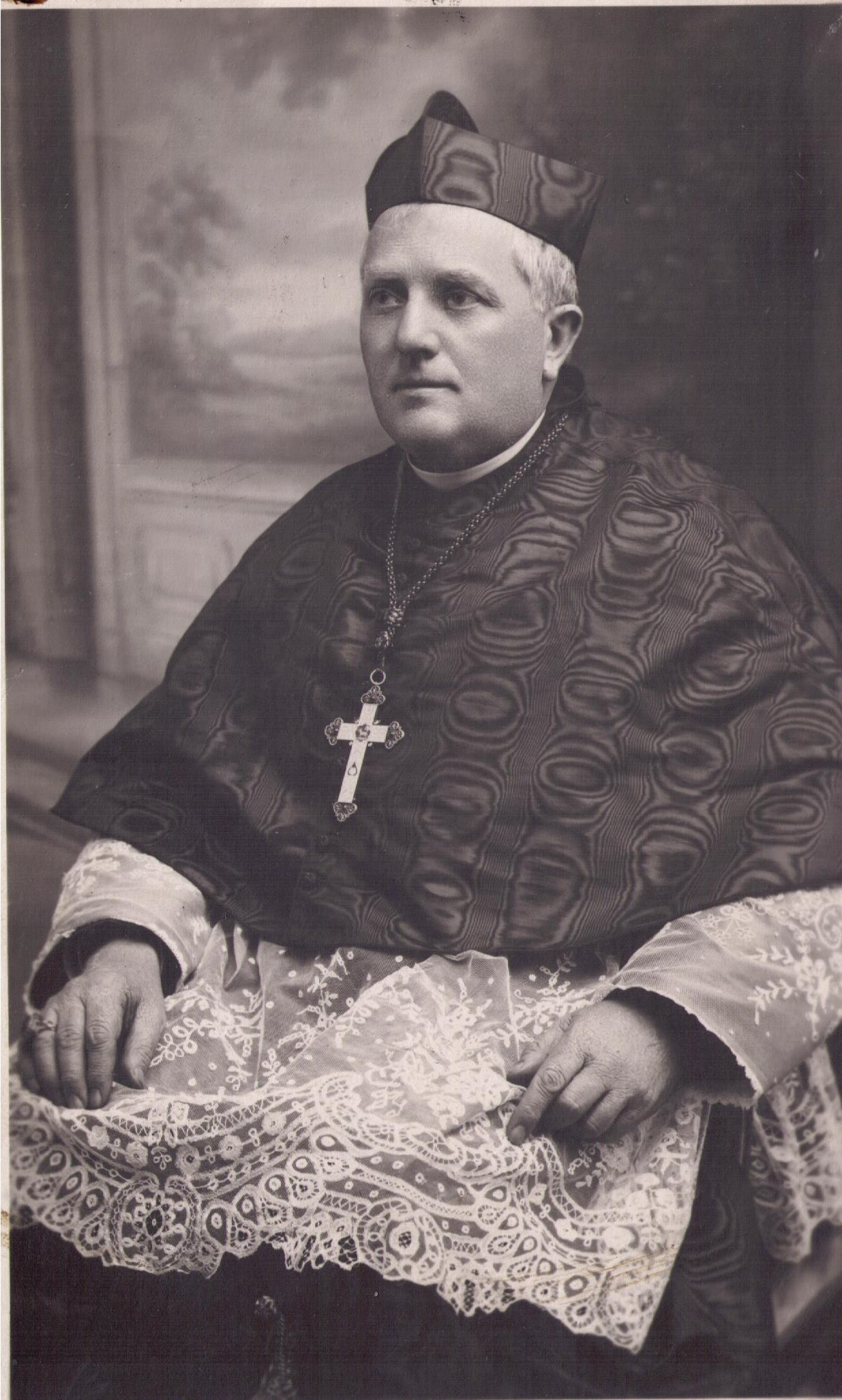
Cardinal Binet à Besançon

## Publication
- Lettre pastorale de son Éminence le Cardinal Binet à l'occasion de son entrée solennelle dans la cathédrale de Besançon, Imprimerie catholique de l'Est, 1928, 9 p.

## Hommage
Le parvis de la cathédrale de Soissons lui est dédié sous la dénomination : « Place du Cardinal-Binet ».

## Décoration
- Chevalier de la Légion d'honneur (26 février 1921)[4]